# 1823 w literaturze
Wydarzenia literackie w 1823 roku.

## Nowe książki
- polskie
  - Adam Mickiewicz - Poezje t. II (Grażyna, Dziady cz. II i IV)
- zagraniczne
  - Percy Bysshe Shelley - Posthumous Poems

## Urodzili się
- 1 stycznia – Sándor Petőfi, węgierski poeta (zm. 1849)
- 10 marca – Xavier de Montépin, francuski powieściopisarz (zm. 1902)
- 6 kwietnia – Julia Abigail Fletcher Carney, amerykańska poetka (zm. 1908)
- 6 maja – Elizabeth Drew Stoddard, amerykańska poetka i prozaiczka (zm. 1902)
- 12 września – Kornel Ujejski, polski poeta (zm. 1897)
- 28 listopada – Margaret Jane Mussey Sweat, amerykańska poetka i prozaiczka (zm. 1908)
- 12 grudnia - Władysław Ludwik Anczyc, polski poeta i dramatopisarz (zm. 1883)

## Zmarli
- 7 lutego - Ann Radcliffe, angielska pisarka (ur. 1764)